# 단체 집합
호모토피 이론에서 단체 집합(單體集合, 영어: simplicial set)은 위상 공간의 조합론적인 표현의 일종이다. 위상 공간이나 단체 복합체 등과 달리, 단체 집합의 범주는 토포스를 이루므로, 그 속에서 호모토피 이론을 전개하기가 용이하다.

## 정의
단체 집합은 집합과 함수의 범주 {\displaystyle \operatorname {Set} } 속의 단체 대상, 즉 함자
{\displaystyle X_{\bullet }\colon \triangle ^{\operatorname {op} }\to \operatorname {Set} }
이다. 마찬가지로, 첨가 단체 집합(添加單體集合, 영어: augmented simplicial set)은 {\displaystyle \operatorname {Set} } 속의 첨가 단체 대상, 즉 함자
{\displaystyle X_{\bullet }\colon \triangle _{+}^{\operatorname {op} }\to \operatorname {Set} }
이다.
여기서 {\displaystyle \triangle }은 단체 범주이며, {\displaystyle \triangle _{+}}는 첨가 단체 범주이다.
다시 말해, {\displaystyle X_{-1}=S}인 첨가 단체 집합 {\displaystyle X_{\bullet }}은 조각 범주 {\displaystyle \operatorname {Set} /S} 위의 단체 대상과 같다.

## 연산

### 범주론적 연산
단체 집합의 범주는 토포스이므로, 이 속에서 정의되는 모든 연산을 취할 수 있다. 특히, 곱 · 쌍대곱 · 밂 등이 모두 존재한다.
단체 집합의 범주에서, 시작 대상은 공집합
{\displaystyle \varnothing _{\bullet }\colon \triangle ^{\operatorname {op} }\to \operatorname {Set} }
{\displaystyle \varnothing _{\bullet }\colon n\mapsto \varnothing \qquad \forall n\in \triangle }
이며, 끝 대상은 한원소 공간
{\displaystyle 1_{\bullet }\colon \triangle ^{\operatorname {op} }\to \operatorname {Set} }
{\displaystyle 1_{\bullet }\colon n\mapsto \{\bullet \}\qquad \forall n\in \triangle }
이다. (여기서 {\displaystyle \{\bullet \}}은 한원소 집합이다.) 즉, 이는 각 차원에서 하나의 단체만을 가지며, 모든 단체가 퇴화 단체인 단체 집합이다.

### 기하학적 실현과 특이 단체
단체 집합의 범주 {\displaystyle \operatorname {s} (\operatorname {Set} )}와 위상 공간의 범주 {\displaystyle \operatorname {Top} } 사이에 다음과 같은 두 개의 함자들이 존재하며, 이들은 수반 함자를 이룬다.
{\displaystyle \operatorname {s} (\operatorname {Set} )\,{\overset {S}{\underset {|\cdot |}{\leftrightarrows }}}\,\operatorname {Top} }
{\displaystyle |\cdot |\dashv \operatorname {Sing} }
여기서 {\displaystyle \operatorname {Sing} }을 특이 단체 함자(特異單體函子, 영어: singular simplex functor), {\displaystyle |\cdot |}을 기하학적 실현 함자(幾何學的實現函子, 영어: geometric realization functor)라고 한다.

#### 특이 단체
위상 공간 {\displaystyle Y}가 주어졌을 때, 이에 대응하는 특이 단체 집합(영어: singular simplicial set) {\displaystyle \operatorname {Sing} (Y)}는 다음과 같다.
{\displaystyle \operatorname {Sing} (Y)_{n}=\hom _{\operatorname {top} }(\triangle ^{n},Y)}
여기서 {\displaystyle \triangle ^{n}}은 {\displaystyle n}차원 단체이다. 즉, 함자 {\displaystyle \operatorname {Sing} (Y)}의 {\displaystyle n}차 성분은 {\displaystyle Y}의 {\displaystyle n}차원 특이 단체들의 집합이다. 이는 특이 호몰로지에서 사용되는 특이 단체와 같다.

#### 기하학적 실현
단체 집합 {\displaystyle X}에 대응하는 기하학적 실현 {\displaystyle |X|}는 다음과 같은 위상 공간이다.
{\displaystyle |X|=\left(\bigsqcup _{n}X_{n}\times \triangle ^{n}\right)/{\sim }}
여기서 {\displaystyle \triangle ^{n}}은 {\displaystyle n}차원 표준 단체이며, {\displaystyle \sim }은
{\displaystyle (x,S_{i}(p))\sim (s_{i}(x),p)\qquad \forall p\in \triangle ^{n}}
{\displaystyle (x,D_{i}(p))\sim (d_{i}(x),p)\qquad \forall p\in \triangle ^{n}}
로부터 생성되는 동치 관계이다. 여기서
{\displaystyle d_{i}\colon \{0,1,\dots ,n-1\}\to \{0,1,\dots ,n\}}
는 상이 {\displaystyle \{0,1,\dots ,n\}\setminus \{i\}}인 유일한 증가 단사 함수이며,
{\displaystyle s_{i}\colon \{0,1,\dots ,n\}\to \{0,1,\dots ,n-1\}}
는 {\displaystyle i\in \{0,1,\dots ,n\}}를 제외하고는 단사 함수인 유일한 증가 전사 함수이다. {\displaystyle D_{i}\colon \triangle ^{n}\to \triangle ^{n+1}} 및 {\displaystyle S_{i}\colon \triangle ^{n}\to \triangle ^{n-1}}는 이와 유사하지만, 표준 단체에 작용하는 연속 함수들이다.

### 단체 호몰로지
단체 집합 {\displaystyle X_{\bullet }}이 주어졌을 때, 각 차수에 대하여 자유 아벨 군을 취하자.
{\displaystyle C_{n}=\mathbb {Z} ^{\oplus X_{n}}}
그렇다면, 이 위에 {\displaystyle \partial _{n,i}} 및 {\displaystyle s_{n,i}}를 선형으로 연장할 수 있다. 그렇다면, {\displaystyle C_{n}}은 단체 아벨 군을 이룬다. 그 표준 사슬 복합체
{\displaystyle \partial _{n}\colon C_{n}\to C_{n-1}}
{\displaystyle \partial _{n}=\sum _{i=0}^{n}\partial _{n,i}}
의 호몰로지를 단체 집합 {\displaystyle X}의 단체 호몰로지(單體homology, 영어: simplicial homology)라고 한다. 이는 그 기하학적 실현의 특이 호몰로지와 같다. (단체 호몰로지의 계산에서, 퇴화 사상은 사용되지 않는다.)

### 유리수 계수 다항식 미분 형식
표준 단체
{\displaystyle \triangle ^{n}=\left\{{\vec {t}}\in \mathbb {R} ^{n+1}\colon \sum _{i=0}^{n}t_{i}=1\right\}}
위의 유리수 계수 다항식 미분 형식(영어: rational-coefficient polynomial differential form)은 다음과 같은 꼴의 항들의 (유한, 유리수 계수) 선형 결합이다.
{\displaystyle \phi _{i_{0},i_{1},\dotsc ,i_{n}}\mathrm {d} t_{i_{0}}\wedge \mathrm {d} t_{i_{1}}\wedge \dotsb \wedge \mathrm {d} t_{i_{n}}\qquad (\phi _{i_{0},i_{1},\dotsc ,i_{n}}\in \mathbb {Q} [t_{0},\dotsc ,t_{n}],\;i_{0}<i_{1}<\dotsb <i_{n})}
이들의 유리수 벡터 공간을 {\displaystyle \Omega _{\text{PL}}(n)}으로 표기하자. 이는 외미분 및 쐐기곱을 통해 자연수 등급 가환 미분 등급 대수를 이룬다.
이제, 함자
{\displaystyle \Omega _{\text{PL}}\colon \triangle \to \operatorname {CDGA} _{\geq 0}^{\operatorname {op} }}
를 다음과 같이 정의할 수 있다.
- {\displaystyle \Omega _{\text{PL}}\colon n\mapsto \Omega _{\text{PL}}(n)}
- 임의의 증가 함수 {\displaystyle f\colon \{0,1,\dotsc ,m\}\to \{0,1,\dotsc ,n\}}에 대하여,
{\displaystyle \Omega _{\text{PL}}(f)\colon t_{i}\mapsto \sum _{j\in f^{-1}(i)}t_{j}}
{\displaystyle \Omega _{\text{PL}}(f)\colon \mathrm {d} t_{i}\mapsto \sum _{j\in f^{-1}(i)}\mathrm {d} t_{j}}

그렇다면, 이 함자의 왼쪽 칸 확대를 통해 함자
{\displaystyle \Omega _{\text{PL}}\colon \operatorname {s} (\operatorname {Set} )\to \operatorname {CDGA} _{\geq 0}^{\operatorname {op} }}
를 얻을 수 있다. 이를 단체 집합 위의 유리수 계수 다항식 미분 형식들의 유리수 계수 자연수 등급 가환 미분 등급 대수라고 한다.
이는 오른쪽 수반 함자
{\displaystyle R\colon \operatorname {CDGA} _{\geq 0}^{\operatorname {op} }\to \operatorname {s} (\operatorname {Set} )}
를 가지며, 이는 퀼런 수반 함자
{\displaystyle \Omega _{\text{PL}}\dashv R}
를 이룬다.:§8

## 성질

### 범주론적 성질
단체 집합의 범주 {\displaystyle \operatorname {s} (\operatorname {Set} )}는 집합 값을 갖는 준층의 범주이므로, 그로텐디크 토포스를 이룬다. 특히, 이는 완비 범주이자 쌍대 완비 범주이며 데카르트 닫힌 범주이다.

### 위상수학적 성질
기하학적 실현 함자 {\displaystyle |\cdot |:\operatorname {s} (\operatorname {Set} )\to \operatorname {Top} }는 오른쪽 수반 함자를 가지므로 쌍대 극한을 보존하지만 유한 극한은 보존하지 않는다. 이때, 기하학적 실현 함자의 공역을 콤팩트 생성 하우스도르프 공간의 범주 {\displaystyle \operatorname {CGHaus} } 따위의 범주로 바꾸면 이 함자는 유한 극한을 보존하게 된다.:49
또한, 단체 집합 {\displaystyle X}의 기하학적 실현 {\displaystyle |X|}는 언제나 CW 복합체이며, 특히 하우스도르프 공간이다.:p. 46

### 모형 범주 구조
단체 집합의 범주 {\displaystyle \operatorname {s} (\operatorname {Set} )}는 표준적으로 모형 범주의 구조를 갖는다.
- 약한 호모토피 동치는 그 기하학적 실현들에 대한 약한 호모토피 동치와 같다.
- 올뭉치는 칸 올뭉치(Kan올뭉치, 영어: Kan fibration)이다.
- 올대상은 칸 복합체(Kan複合體, 영어: Kan complex)이다.

#### 칸 올뭉치
단체 집합 {\displaystyle E}, {\displaystyle B} 사이의 사상 {\displaystyle \pi \colon E\to B}가 다음 조건을 만족시킨다면, 칸 올뭉치(영어: Kan fibration)라고 한다.
임의의 단체 {\displaystyle \triangle ^{n}}의 뿔 {\displaystyle \iota \colon \wedge _{k}^{n}\hookrightarrow \triangle ^{n}} 및 사상 {\displaystyle {\tilde {f}}_{0}\colon \wedge _{k}^{n}\to X} 및 {\displaystyle f\colon \triangle ^{n}\to B}에 대하여, 만약 {\displaystyle f\circ \iota =\pi \circ {\tilde {f}}_{0}}라면, {\displaystyle {\tilde {f}}\circ \iota ={\tilde {f}}_{0}}이고 {\displaystyle \pi \circ {\tilde {f}}=f}인 {\displaystyle {\tilde {f}}\colon \triangle ^{n}\to E}가 존재한다. 즉, 다음 그림과 같다.
{\displaystyle {\begin{matrix}\wedge _{k}^{n}&{\xrightarrow {{\tilde {f}}_{0}}}&E\\{\scriptstyle \iota }\downarrow &\nearrow \scriptstyle \exists {\tilde {f}}&\downarrow \scriptstyle \pi \\\triangle ^{n}&{\xrightarrow[{f}]{}}&B\end{matrix}}}
이는 (위상 공간의) 올뭉치의 정의와 매우 유사하다. 칸 올뭉치의 기하학적 실현은 항상 세르 올뭉치를 이룬다.
{\displaystyle \bullet }이 하나의 점만을 갖는 단체 집합일 경우, 칸 복합체(Kan複合體, 영어: Kan complex)는 {\displaystyle \bullet }으로 가는 유일한 사상이 칸 올뭉치를 이루는 단체 집합이다.

## 예

### 표준 단체와 뿔
자연수 {\displaystyle n\in \mathbb {N} }에 대하여, 단체 집합의 범주에서 표준 {\displaystyle n}차원 단체(영어: standard {\displaystyle n}-simplex) {\displaystyle \triangle ^{n}}는 {\displaystyle \hom _{\triangle }(-,\Delta _{n})}로 정의되며, 요네다 보조정리에 의해
{\displaystyle \hom _{\operatorname {s} (\operatorname {Set} )}(\triangle ^{n},Y)\cong Y(n)}
가 성립한다.
표준 {\displaystyle n}차원 단체 {\displaystyle \triangle ^{n}}가 주어졌을 때, {\displaystyle k\in \{0,\dots ,n\}}에 대하여, {\displaystyle \wedge _{k}^{n}}가 {\displaystyle \partial \triangle ^{n}}에서 {\displaystyle k}번째 면들을 제거한 {\displaystyle n-1}차원 단체라고 하자. 이러한 단체 집합을 뿔(영어: horn)이라고 한다.

### 구체적 범주 속의 단체 대상
만약 {\displaystyle {\mathcal {C}}\to \operatorname {Set} }가 구체적 범주일 경우, {\displaystyle {\mathcal {C}}} 속의 모든 단체 대상은 망각 함자를 통해 단체 집합을 이룬다.

### 단체 복합체
다음과 같은 데이터가 주어졌다고 하자.
- (추상적) 단체 복합체 {\displaystyle (\Sigma _{n})_{n\in \mathbb {N} }}. 여기서 {\displaystyle \Sigma _{0}}은 꼭짓점들의 집합이며, {\displaystyle \Sigma _{i}\subseteq {\mathcal {P}}(\Sigma _{0})}는 {\displaystyle i+1}개의 서로 다른 꼭짓점들의 집합이다.
- 꼭짓점 집합 {\displaystyle \Sigma _{0}} 위의 전순서 {\displaystyle \leq }

그렇다면, 다음을 정의하자.
- 양의 정수 {\displaystyle n\in \mathbb {N} }에 대하여, 집합 {\displaystyle \Delta _{n}}의 원소 {\displaystyle M}은 {\displaystyle \Sigma _{0}}의 원소들로 구성된, 크기 {\displaystyle n+1}의 중복집합 {\displaystyle M} 가운데, 중복 원소를 제거한 집합 {\displaystyle |M|}이 {\displaystyle \textstyle \bigsqcup _{n=0}^{\infty }\Sigma _{n}}에 속하는 것이다.
- 꼭짓점 중복집합 {\displaystyle M\in \Delta _{n}}이 주어졌다고 하자. {\displaystyle M}에서, {\displaystyle i+1}번째로 작은 원소를 {\displaystyle m_{i}\in \Sigma _{0}}라고 하자 ({\displaystyle 0\leq i\leq n}). 그렇다면, {\displaystyle \partial _{n}^{i}(M)} 및 {\displaystyle s_{n}^{i}(M)}을 다음과 같이 정의하자.
  - {\displaystyle \partial _{n}^{i}(M)=M\setminus \{m_{i}\}\in \Delta _{n-1}}
  - {\displaystyle s_{n}^{i}(M)=M\sqcup \{m_{i}\}\in \Delta _{n+1}}

그렇다면, {\displaystyle (\Delta _{n},\partial _{n}^{i},s_{n}^{i})_{n,i}}는 단체 집합을 이루며, 그 기하학적 실현은 원래 단체 복합체 {\displaystyle (\Sigma _{n})_{n\in \mathbb {N} }}의 기하학적 실현과 위상 동형이다. 위 구성에서 꼭짓점 집합의 전순서를 (임의로) 고른 이유는 단체 집합은 단체 복합체와 달리, 각 단체의 꼭짓점들의 순서를 기억하기 때문이다. 물론, 기하학적 실현은 이 전순서에 의존하지 않는다.

### 신경
작은 범주 {\displaystyle {\mathcal {C}}}가 주어졌을 때, 이에 대응하는 표준적인 단체 집합 {\displaystyle \operatorname {nerve} {\mathcal {C}}}가 존재하며, 이를 {\displaystyle {\mathcal {C}}}의 신경이라고 한다. 신경은 2-범주의 함자
{\displaystyle \operatorname {nerve} \colon \operatorname {Cat} \to \operatorname {sSet} }
를 정의한다.

## 역사
단체 집합은 특이 코호몰로지 등을 정의하기 위하여 오랫동안 알려져 있었으나, 대니얼 퀼런이 이를 사용하여 대수적 K이론을 정의하면서 그 중요함이 알려졌다. 칸 올뭉치는 다니얼 칸이 도입하였다.

## 같이 보기
- 정규화 사슬 복합체